# Спулбер
Спулбер (рум. Spulber) — село у повіті Вранча в Румунії. Адміністративний центр комуни Спулбер.
Село розташоване на відстані 155 км на північ від Бухареста, 33 км на захід від Фокшан, 105 км на захід від Галаца, 89 км на схід від Брашова.

## Населення
За даними перепису населення 2002 року у селі проживали 325 осіб, усі — румуни. Усі жителі села рідною мовою назвали румунську.